# Ракетоплан Р-2

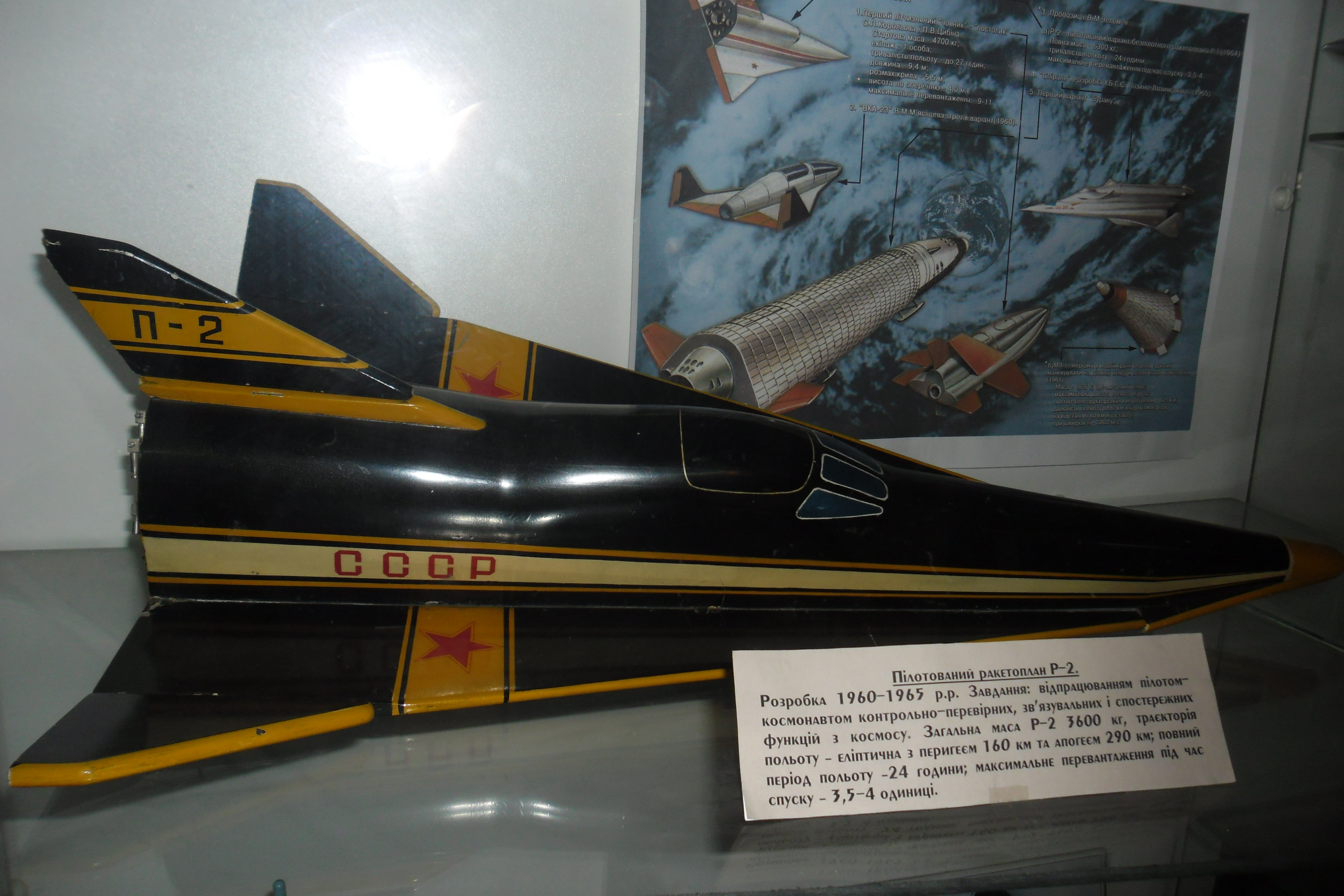
Ракетоплан Р-2. Макет.

Ракетоплан Р-2 - розробка СРСР 1960-1965 рр. 
Характеристики: 
- Загальна маса 3600 кг.
- Траєкторія - еліптична з перигеєм 160 км, апогеєм 290 км.
- Максимальне перевантаження - під час спуску 3,5-4 одиниці.

Повний час польоту - 24 години.